# Nicholson, Georgia
Nicholson är en ort i Jackson County i delstaten Georgia, USA.